# 柴达尔铁路
柴达尔铁路起自青海省海北藏族自治州刚察县哈尔盖镇，连接青藏铁路哈尔盖站，终点为柴达尔站，全长53.3公里，是青藏铁路的一条支线铁路。在柴达尔站接续建的柴木铁路。